# Педроса-де-ла-Вега
Педроса-де-ла-Вега (ісп. Pedrosa de la Vega) — муніципалітет в Іспанії, у складі автономної спільноти Кастилія-і-Леон, у провінції Паленсія. Населення — 342 особи (2010).
Муніципалітет розташований на відстані близько 250 км на північ від Мадрида, 55 км на північ від Паленсії.
На території муніципалітету розташовані такі населені пункти: (дані про населення за 2010 рік)
- Ганьїнас-де-ла-Вега: 51 особа
- Лобера-де-ла-Вега: 92 особи
- Педроса-де-ла-Вега: 59 осіб
- Вільярродріго-де-ла-Вега: 140 осіб

## Демографія
Динаміка населення (INE ):